# Rosanda
Rosanda je žensko osebno ime.

## Izvor imena
Ime Rosanda je različica imena Rosana.

## Pogostost imena
Po podatkih Statističnega urada Republike Slovenije je bilo na dan 31. decembra 2007 v Sloveniji število ženskih oseb z imenom Rosanda: 149.

## Osebni praznik
Osebe z imenom Rosanda lahko godujejo takrat kot osebe z imenom Roza.